# Бореальний період
Бореальний період — кліматичний період голоцену на північному заході Європи. Тривав з 8690 по 7270 до Р. Х.. Входить до складу послідовності Блітта-Сернандера, що охоплює останні 14 тис. років. Йому передував пребореальний період, а за ним слідував атлантичний період. Бореальний період відповідає пилковій зоні II голландця В. Х. Загвейна (1986) та зоні V Літта тощо (2001).

## Клімат
Перший кліматичний максимум епохи голоцену, ранньоатлантичний період, частіше включають до складу наступного атлантичного періоду. Середньорічна температура в цей час була істотно вище сьогоденної.

## Морська геологія
Рівень моря повільно підіймався в результаті всесвітнього танення льодовиків: бореальний період був останнім періодом голоцену, під час якого Британія була з'єднана з європейським континентом сухопутним перешийком (Доггерланд). Розширювалася площа Північного моря. На місці колишнього Іолдійового моря виникло замкнуте Анцилове озеро, чиї розміри набагато перевищували сучасне Балтійське море.

## Рослинний і тваринний світ
В бореальний період в Північній Європі поширюються теплолюбні рослини, такі, як плющ звичайний і омела біла, що поширилися аж до Данії. В межах пилкової зони V рослини-першопрохідці пребореального періоду дедалі більше витісняються хвойними лісами в симбіозі з ліщиною звичайною, що в палінології отримало назву сосново-горіховий ліс.
До кінця бореального періоду склад рослинності змінюється — зростає чисельність різних видів дуба, і поступово утворюється географічна зона дубово-змішаних лісів. Замість сосни, берези і ліщини все частіше зустрічаються дуб, в'яз, липа і вільха. На болотистих територіях ростуть такі види, як рогіз широколистий.
В лісах живуть олень, дикий кабан, вовк, ведмідь, рись і тур. На болотистих територіях і в річках мешкають бобер і видра.

## Людина в бореальному періоді
Бореальний період у житті людини відповідав мезоліту — періоду, коли люди в Центральній та Північній Європі все частіше і довше обживали постійні місця, хоча і зберігали при цьому прихильність до полювання й збирання. Хоча на Близькому Сході і в Південній Європі на той час вже стало поширюватися землеробство, в Північній Європі перехід до нього відбудеться лише кілька тисячоліть тому: це пов'язано з тим, що ліс давав досить харчування місцевим мешканцям, тому вигода від підсічно-вогневого землеробства на перших порах була неочевидною.
Деякі особливості способу життя людей бореального періоду стали відомі по пам'ятнику Вись 1 на Вичегді. Мешканці цього поселення вміли виготовляти кошики та тенета з рослинних волокон. Знахідки весел вказують на регулярне використання човнів. Взимку як транспортний засіб використовували санчата. Виявлено зброю: луки, стріли і списи, а також предмети побуту з прикрасами у вигляді змій, людей і тварин.